# Lentikulární tisk

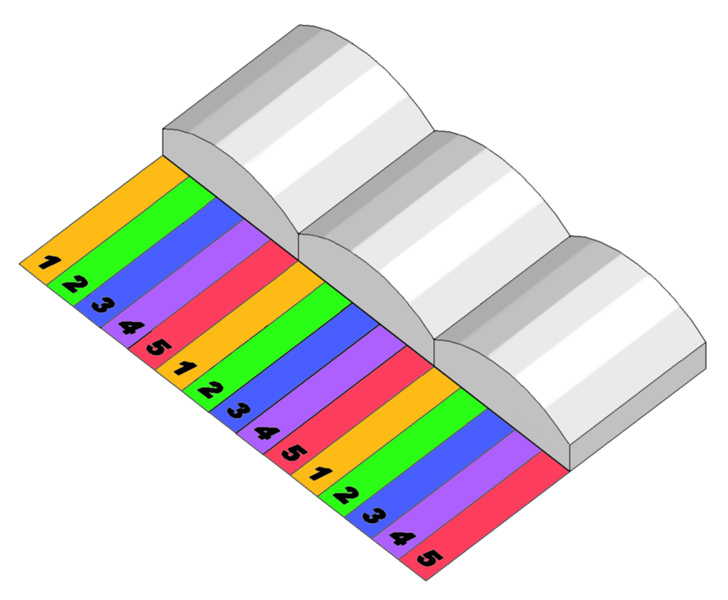
Princip lentikulárního tisku

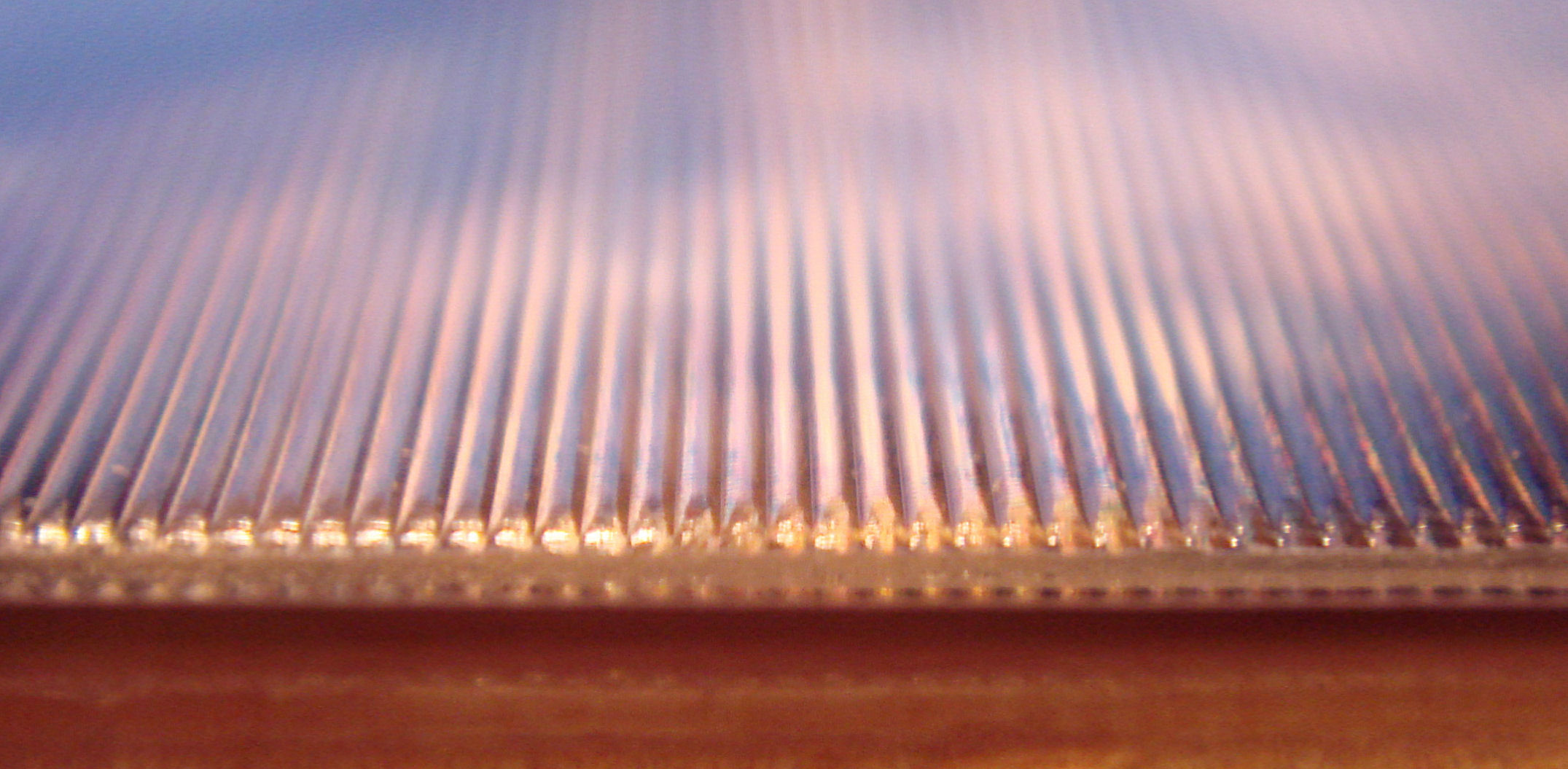
Pohled na povrch lentikulárního tisku

Lentikulární tisk je technologie, která se používá k výrobě obrázků s iluzí hloubky nebo možností změnit nebo přesunout obraz pohledem z různých úhlů. Příkladem lentikulárního tisku byl Cracker Jack snack, který ukázal Flip a animační efekty jako je mrkání očí a moderní reklamní grafiku, měnící své poselství v závislosti na úhlu pohledu. Tato technologie byla vytvořena v roce 1940, ale v posledních letech se vyvinul kvalitnější tisk, s větší hloubkou a ukazující více pohybu. Původně se lentikulární tisk používal hlavně pro produktové novinky a obyčejně s efektem "kroutících obrázků," nyní se používá jako marketingový nástroj pro zobrazení zboží v pohybu. Nedávné pokroky u velkoformátových strojů umožnily využití pro nadměrné velikosti čočky (lentikule), které mají být použity v litografickém lentikulárním tisku.

## Popis
Lentikulární tisk je multiproces kroků, který se skládá z vytváření lentikulárních obrazů nejméně ze dvou obrázků a jejich spojení s lentikulární čočkou. Tento proces může být použit k vytvoření různých snímků animace (pro pohybový efekt), kompenzace různých vrstev v různých krocích (pro 3D efekt), nebo jednoduše ukázat soubor alternativních obrazů, které se mohou objevit a transformovat do sebe. Jakmile se jednotlivé obrazy shromáždí, rozdělí se do jednotlivých řezů, které se pak digitálně sloučí do jednoho výsledného souboru v procesu tzv. prokládání.
Prokládaný obraz se vytiskne přímo na zadní (hladkou stranu) stranu lentikulární fólie, nebo může být vytištěn na substrát (nejlépe syntetický papír) a následně laminován na lentikulární fólii. Při lentikulárním tisku na zadní stranu čočkovité fólie musí být části prokládaného obrázku naprosto přesně umístěny. V opačném případě se mohou vyskytnout ve výsledku chyby nebo špatné vyznění 3D efektu.
Kombinovaný lentikulární tisk zobrazuje dva nebo více různých obrazů změnou úhlu pohledu. Máme-li větší množství snímků (30 a více) pořízených v pořadí, můžeme tímto způsobem dokonce dosáhnout krátkého videa (asi jednu sekundu). Ačkoli normálně se lentikulární produkty vyrábí ve formě, prokládání jednoduchých obrázků různých barev pro flip efekty, může lentikulární obraz také vytvořit 3D efekty a multi-barevné změny. Alternativně lze použít několik snímků téhož objektu, zachyceného z mírně odlišných úhlů a vytvořit lentikulár, který ukazuje stereoskopický 3D efekt.
3D efektů lze dosáhnout pouze ve směru z jedné strany na druhou (zleva doprava). Pro dosažení stereoskopického efektu musí levé oko pozorovatele vidět obraz z trochu jiného úhlu než oko pravé.
Další účinky, jako je morfování, pohyb a přibližování(zoom), vyrobeny pro pozorování směrem shora dolů vypadají technicky lépe (mají méně duchů a latentních efektů), také vrcholový přechod, (kdy se začne efekt opakovat) má větší pozorovací úhel, ale efekt může být dosažen v obou směrech.
Existuje mnoho komerčních použití pro lentikulární obrazy, které mohou být vyrobeny z PVC, APET , akrylu nebo PETG, ale i z jiných materiálů. Zatímco PETG a APET jsou nejčastější, ostatní materiály jsou stále populárnější díky své schopnosti se přizpůsobit venkovnímu použití nebo speciální tváření fólie v důsledku rostoucího používání lentikulárních obrazů na poháry a dárkové karty.
V poslední době velký formát (nad 2 m) lentikulárních obrazů byl použit na autobusových zastávkách a v kinech. Ty jsou tištěny na zadní stranu lentikulární fólie. Mnoho pokroků bylo provedeno ve výrobě vytlačování lentikulární čočky, způsobu jakým je vytištěna, což vedlo ke snížení nákladů a zvýšení kvality. Lentikulární obrazy nedávno zaznamenali nárůst aktivity, od období z května 2006 a ozdobného obalu Rolling Stone , obchodních karet, plakátů a poutačů v obchodech, které pomohou přilákat zákazníky.

## Jak lentikulární tisk probíhá
Každý obraz je uspořádán (rozkrájen) na proužky, které se pak proloží s jedním nebo více podobně uspořádaných obrázků (sestřih). Ty jsou vytištěny na zadní kus plastu, s řadou tenkých čoček na opačné straně. Alternativně může být obraz vytištěn na papíře, který je pak navázán na plast.
Čočky jsou přesně sladěny s protkaným obrázkem tak, aby světlo odražené od každého pásu čoček bylo lámáno v trochu jiném směru, ale světlo ze všech bodů pocházejících ze stejného původního obrázku je odesláno ve stejném směru. Konečným výsledkem je, že jediné oko při pohledu na tisk vidí jeden celý obraz, ale dvě oči vidí různé obrázky, což vede ke stereoskopickému prostorovému vnímání.

## Druhy efektů lentikulárního tisku
Existují tři různé typy, které se liší podle toho, jak velkou změnou úhlu pohledu je třeba změnit obrázek:
Transformace tisku

### Flip
Zde se používají dva nebo více velmi odlišné obrazy, tisk na čočky je navržen tak, aby byla vyžadována relativně velká změna úhlu pohledu, kdy se změní jeden obraz v druhý. To umožňuje divákům snadno vidět původní snímky, protože malé pohyby nezpůsobí žádné změny. Větší pohyb diváka, nebo tisku způsobí, že se obraz mění z jednoho obrazu do druhého. ("Flip efekt").

### Animovaný tisk
Zde je vzdálenost mezi různými úhly pohledu jen "střední", takže obě oči obvykle vidí stejný obrázek, při pohybu se obrázek trochu přepne na další obrázek v sérii. Obvykle se mnoho sekvenčních snímků používá, pouze s malými rozdíly mezi jednotlivými obrázky. To je možné použít k vytvoření obrazu, který se pohybuje ("Motion"), "zoom" nebo "morph" efekt, ve kterém část obrazu expanduje ve velikosti a mění tvar pří změně úhlu pohledu.

### 3D stereoskopické efekty
Zde je při změně úhlu pohledu pouze malá změna obrázků, takže každé oko vidí poněkud odlišný obraz. To vytváří 3D efekt bez potřeby speciálních brýlí.

## Využití
Například 3D plakáty, 3D poutače, 3D pohlednice, 3D vizitky, 3D reklama a 3D reklamní předměty v podobě nejrůznějších produktů s využitím lentikulární fólie.

## Historie technologie lentikulárních obrazů

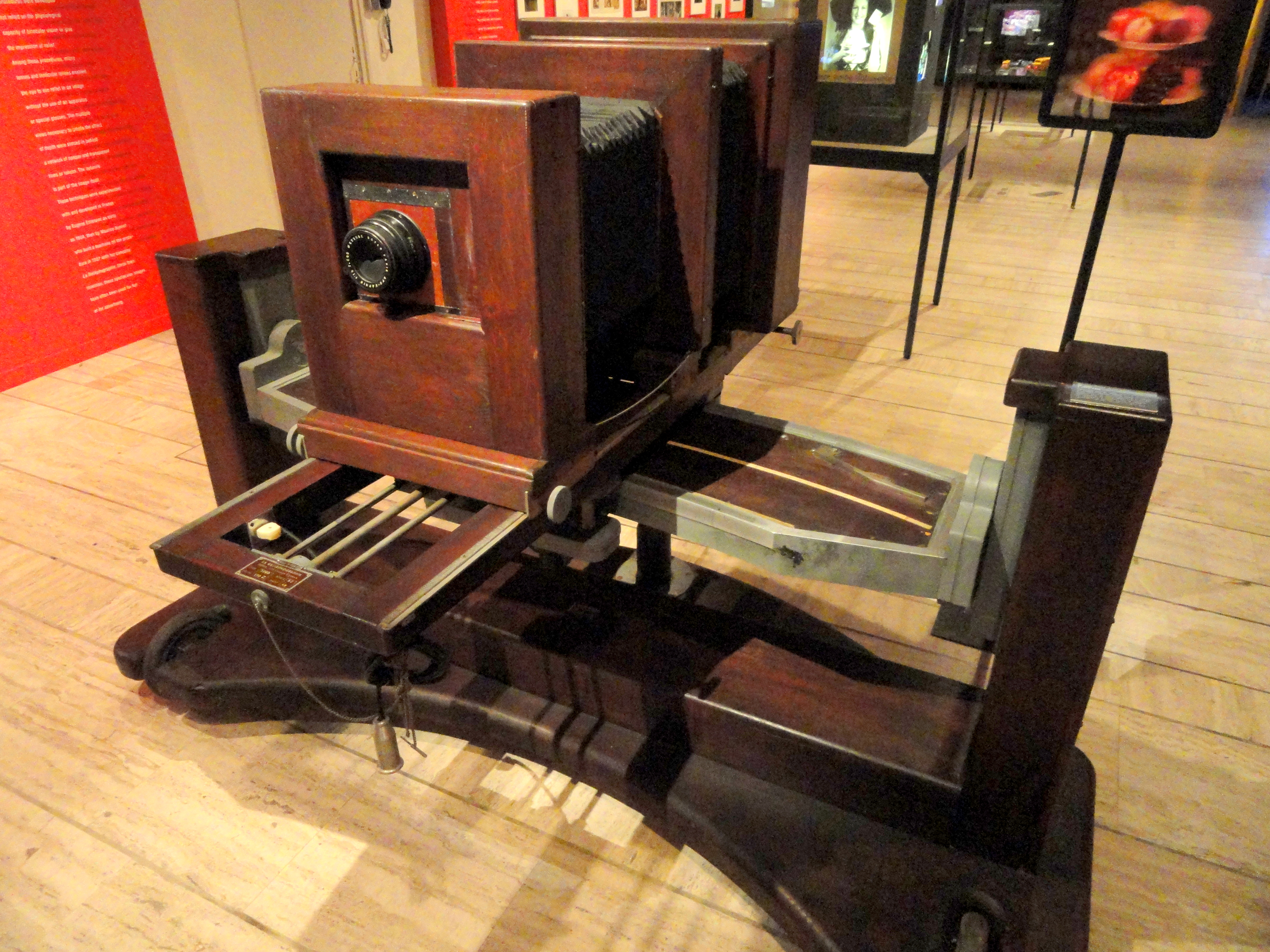
Lentikulární kamera Maurice Bonnet OP 3000 asi z roku 1942, Musée Nicéphore Niépce

Lentikulárnímu tisku předcházely snímky, které se měnily při pohledu z různých úhlů. V roce 1692 vytvořil francouzský malíř G. A. Bois Clair malbu obsahující dva odlišné obrazy, s mřížkou vertikálních lišt na přední straně. Dva různé obrazy byly viditelné při pohledu z levé a pravé strany.
Lentikulární obrazy, které byly propagovány od konce roku 1940 do poloviny roku 1980 společností Vari-Vue. Také produkty zahrnuté v politické kampani s animovaným odznakem a heslem "I Like Ike!" a animované karty, které byly nalepeny na krabici Cheerios. Na konci šedesátých let společnosti uvedly na trh velké obrazy (mnoho náboženských) a širokou škálu novinek, včetně odznaků. Dále odznaky včetně Rolling Stones s logem a brzy i Beatles odznaky s obrázky "Beatles" na červeném pozadí.
Některé pozoruhodné lentikulární tisky z této doby patří limitované edici krytu Rolling Stones „Their Satanic Majesties Request, Saturnalia's Magical Love“, obraz disku s lentikulárním centrem. Několik časopisů včetně Look and Venture, publikovaných v roce 1960, které obsahovaly lentikulární obrázky. Mnoho obrázků v časopisech byly vytvořeny firmou Crowle Communications (také známé jako Visual Panographics). Obrázky vyrobené společností se pohybují od několika milimetrů až po 70×48 centimetrů.
Panoramatické kamery používané pro většinu z raných lentikulárních tisků byly francouzské výroby a vážily asi 300 kilogramů. V roce 1930 byly známé jako "auto-stereo kamery". Tyto dřevo-mosazné kamery měly motorizované čočky, které se pohybovaly v půlkruhu kolem objektivu (uzlový bod).
List transparentní fólie s lentikulárními čočkami byl vložen do speciálních tmavých snímků (asi 10×15 palců) a tyto pak byly vloženy do fotoaparátu. Doba expozice byla několik sekund, aby byl čas na hnací motor, který pohyboval objektivem kolem oblouku. Související produkty vyrábí malá firma v New Jersey „Rowlux“. Na rozdíl od produktů firmy Vari-Vue, Rowlux používá systém microprismatic. Struktura čoček se vyrábí postupem, který byl patentovaný v roce 1972, bez papíru v tisku. Místo toho se používají plasty (polykarbonáty, pružné PVC a později PETG) barvené průsvitnými barvami a film byl obvykle tenký a pružný (z 0,002" na tloušťku).
Lentikulární sady jsou také používány pro 3D televizi (autostereoscopic, který umožňuje 3D vnímání bez brýlí) a řada prototypů byla ukázána v roce 2009, 2010 od velkých společností jako jsou Philips a LG. Používají válcové čočky nakloněné ve svislé poloze nebo sférické čočky uspořádané jako plástev medu, které poskytují lepší rozlišení.

## Projektování a výroba lentikulárních produktů
Vyžaduje dobrou znalost optiky, binokulárního vidění, výpočetní techniky, grafických řetězců, ale i přísnost a přesnost v práci během výrobního procesu.
Tvorba objemných lentikulárních obrazů vyžaduje tisk na tiskařských strojích, které jsou přizpůsobeny pro tisk na citlivé termoplastické materiály. Litografie ofsetového tisku se obvykle používá pro zajištění kvalitních snímků. Tiskařské stroje na čočkovité (lentikulární) fólie musí být schopny upravit obrazové umístění do 10 mikronů, aby se dobře přizpůsobil obraz na pole lentikule.
Typicky se k vytvrzování barev používá ultrafialové záření. Tím se velmi rychle přemění tekuté barvy do pevné formy a je to lepší než odpařování kapaliny ze směsi rozpouštědel. Výkonné (400 W), ultrafialové (UV) světla se používají k rychlému vytvrzování inkoustu. To umožňuje tisknout lentikulární obrázky při vysoké rychlosti.
V některých případech se používá elektronová litografie. Vytvrzování inkoustu pak zahájí přímo elektronový paprsek skenovaný přes povrch.

## Konstrukční vady

### Dvojité obrázky na reliéfu a do hloubky
Dvojité obrazy jsou obvykle způsobeny přeháněním 3-D efektu z úhlů pohledu, nebo nedostatečný počet snímků. Špatná konstrukce může vést ke zdvojnásobení, malé skoky, nebo rozmazaný obraz, a to zejména na objektech v reliéfu nebo hloubce. Pro některé vizuály, kde popředí a pozadí jsou rozmazané nebo ve stínu, se může ukázat přehánění výhodou. Ve většině případů kdy je kladen důraz na detaily a přesnost přehánění neumožňuje.

### Obrázek s duchy
K duchům dochází v důsledku špatného zacházení se zdrojovými obrazy a také kvůli přechodu,
kde poptávka po účinnosti přesahuje limity a technické možnosti lentikulárního tisku. To způsobí, že některé snímky zůstanou viditelné, i když by měly zmizet. Tyto účinky mohou záviset i na osvětlení lentikulární tisku.

### Předtisková vada
Synchronizace tisku s roztečí Také známá jako "pásová" vada. Špatná kalibrace materiálu může způsobit, že přechod z jednoho obrazu do druhého není současně v celém tisku. Obrazový přechod postupuje z jedné strany na druhou a působí dojmem závoje přes vizuál. Tento jev se projevuje méně pro 3-D efekty, ale projevuje se ve příčném skoku obrazu. V některých případech přechod začíná na několika místech a postupuje z každého výchozího bodu k dalšímu a působí dojmem několika závěsů přes vizuál.

### Nesouhlasí harmonie (moaré)
Nežádoucí moaré je velmi častý jev. Je způsoben buď nesprávnou kalibrací nebo nesprávnými parametry v operaci předtiskové přípravy. To se projevuje zejména tím, že se objevují pruhy souběžně s čočkami při přechodu.

### Tiskové vady
Barevná synchronizace Jedním z hlavních problémů při lentikulárním tisku je barevná rozladěnost a špatná synchronizace. Příčiny jsou různé, mohou pocházet z poddajného materiálu, nesprávných podmínek tisku a úpravy nebo dimenzionální diferenciál u gravírování ofsetových desek v každé barvě. To se projevuje ve zdvojnásobení vizuálu, nejasnosti, pruh barvy nebo vlnité barvy (zejména pro čtyři barevné odstíny) při změně sklonu vizuálu.

### Synchronizace paralelismu lentikulárního tisku
Původ tohoto problému je chyba v tisku a násilně vytvoří fázovou vadu. Přechod z jedné do druhé vizuální podoby, musí být současně v celé podobě. Na konci jedné úhlopříčky vizuálu máme jeden efekt a na druhé straně máme další.

### Fázování
Ve většině případů problém pochází z nepřesného dělení materiálu. Teoreticky, pro daný úhel pozorování, se musí objevit jedno a totéž pro celé vizuální pole. Obecně platí, že úhel pohledu je asi 45°, a tento úhel musí být v souladu s pořadím vizuálu. Pokud se už v tomto úhlu obrázky mají tendenci zdvojnásobit kolmo (pro 3-D), nebo v případě, že obrázky, které se u pozorování vlevo objeví vpravo (nahoře / dole), je postupně problém. V tiskařském stroji se tiskne lentikulární obraz v souladu s okraji listu lentikulárního materiálu, pokud není list vždy ve stejném místě ve srovnání s první lentikulí, pak je chyba fáze mezi čočkou a kousky rozdělených obrazů.

## Spotřebitelské ceny 3D tisku
Po dlouhou dobu byl komplexní výrobní proces lentikulárních obrazů možný pouze v Japonsku. V posledních letech se ceny lentikulárních fototiskáren snížily, a tak se mohou těmito zařízeními vybavit i menší fotografické laboratoře. Mohou nabídnout produkci 3D tisku pro jednotlivce i firmy, jež potřebují jen menší množství. K tisku obrázku o velikosti 5,9×8,7 cm je potřeba asi tři a půl minuty a cena se pohybuje mezi 6 až 15 USD za jeden snímek této velikosti.